# Sebastes caurinus
Die Fischart Sebastes caurinus, im Englischen auch als „Copper rockfish“ bekannt, gehört zur Familie der Drachenköpfe (Scorpaenidae).

## Merkmale
Exemplare dieser Art erreichen eine Länge von ca. 58 cm und ein Gewicht von ca. 3 kg. Sie weisen eine dunkelbraune bis olivgrüne Färbung mit kupferfarbenen und oft mattgelben Stellen auf. Das Seitenlinienorgan und darunterliegende Stellen sind für gewöhnlich weiß gefärbt und werden mit der Zeit kupferfarben.

## Verbreitung, Lebensraum und Lebensweise
Den Lebensraum von Sebastes caurinus bilden temperierte Küstengewässer des Pazifiks, wo er im Benthal an Felsenriffen bis zu einer Tiefe von bis zu 183 Metern auftritt. Dort stellt er bevorzugt Arthropoden, darunter meistens Krabben und Garnelen nach. Mit zunehmender Größe und somit auch Alter vertilgt er hauptsächlich andere Fische und Mollusken.